# The Inner Shrine
The Inner Shrine er en amerikansk stumfilm fra 1917 af Frank Reicher.

## Medvirkende
- Margaret Illington – Diane Winthrop
- Hobart Bosworth – Derek Pruyn
- Jack Holt – Viscount D'Arcourt
- Elliott Dexter – Marquis de Bienville
- Madame I. D'Juria – D'Arcourt